# كوتشكك
كوتشكك هي بلدة في مقاطعة قمشي في ولاية قشقداريا في أوزبكستان.